# Ремезов, Сократ Андреевич
Сократ Андреевич Ремезов (1791—1868) — российский поэт, прозаик, тайный советник.

## Биография
Его отец, Андрей Фёдорович (1762—1845), из духовного звания; в 1810 году, будучи в чине коллежского асессора получил дворянство. Мать Прасковья Ивановна (урождённая Захарова). Ремезов воспитывался в Московском университетском благородном пансионе, окончив его, вероятно, в 1811 году. В 16 лет издал прозаический сборник «Щастливый воспитанник, или Долг благодарного сердца» (М., 1808) с эпиграфом из «Слова о воспитании» (1798) инспектора пансиона А. А. Прокоповича-Антонского.
Принял участие в пансионских сборниках «В удовольствие и пользу», опубликовав несколько эпиграмм и переводных статей «О тесном соединении философии с красноречием» (с французского) и «Мысли об языках» (1810). Первые журнальные публикации Ремезова состоялись в 1810 в журнале «Друг юношества» М. И. Невзорова: басни «Волк в овечьей коже и пастух», «Амур и Момус», «Синица и щеглёнок» и перевод с иностранного аллегорического «Разговора Страстей, Добродетелей и Пороков». Последующие публикации оригинальных сочинений и переводов в том же журнале за 1810 год не раз сопровождались благодарностью издателя. Среди переводов — стихи с французского («Здоровье» А. Дезульер), проза с немецкого, латинского (без указания авторов) и французского («Правила искусно писать» Ж. Л. Бюффона — речь при принятии его в члены Французской академии). Последние публикации в «Друге юношества» — аллегория, стихотворения «Четыре времени года и жизни человеческой» и перевод с французского «Нравоучительные мысли» (1811).
По выходе из пансиона вступил (1811) юнкером в артиллерийскую бригаду лейб-гвардии: прапорщиком батарейной роты участвовал в Бородинском сражении и боях при отступлении к Москве (отмечен серебряной медалью в память 1812 года). Служил в конной роте той же бригады (1814—1818). Награждён (1817) бриллиантовым перстнем «за труды и усердие в обучении нижних чинов грамоте и другим необходимым познаниям, к артиллерии относящимся». В 1820 в чине поручика назначен старшим адъютантом в артиллерию Гвардейского корпуса. 14 декабря 1825 года находился в строю Гвардейского корпуса «против мятежников» (в чине капитана). В 1827 году полковник и старший адъютант Главного штаба Е. И. В.. В 1831 году участвовал в польском походе и штурме Варшавы. Из времени военной службы известно лишь одно опубликованное стихотворение Ремезова — «Уединение» (1816). В 1833 году уволен из армии («за болезнью») и приступил к исполнению должности члена Петербургской таможни. Председатель Строительной комиссии Министерства финансов (1839—1845). Командирован в Царство Польское с особым секретным поручением (1848—1849). Управляющий Экспедиции заготовления государственных бумаг (С 1851—1859). В адрес-календаре 1864/1865 числится в должности члена совета министра финансов. 1 января 1865 года вышел в отставку в чине тайного советника. 
Дочь Ремезова, Екатерина, близкая приятельница Е. А. Денисьевой, возлюбленной Ф. И. Тютчева, проводила многие вечера у её постели во время предсмертной болезни.